# 九広鉄路SP1900形電車

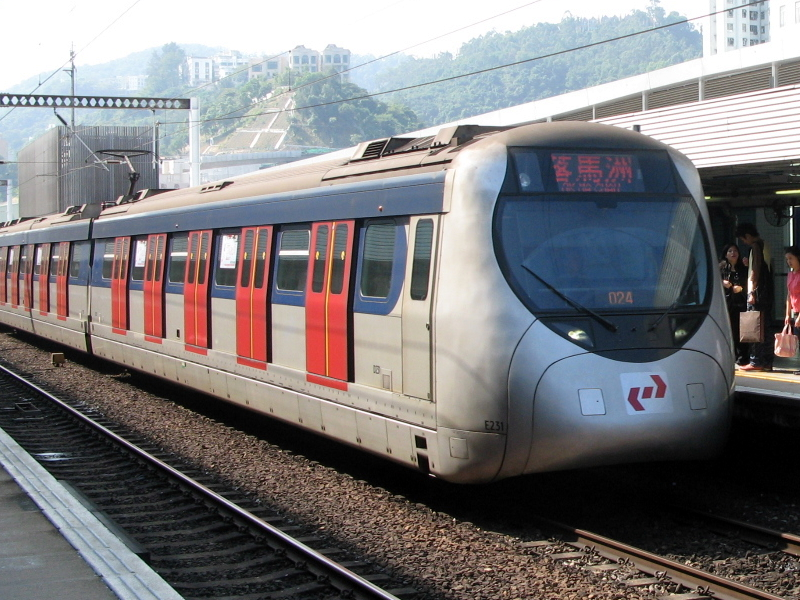
SP1900形電車（旧KCRロゴマーク）

SP1900形電車（SP1900がたでんしゃ）は、香港の香港鉄路（MTR）が保有する交流通勤形電車。近畿車輛・川崎重工業製。同形車の1950形についても本項で説明する。

## 概要
- 1999年（平成11年）に、日本の伊藤忠商事・川崎重工業・近畿車輛3社連合（IKK-Consortium）が香港旧KCR（現香港MTR）から250両の生産を受注した鉄道車両である。形式はSP1900形で、そのうち96両（12両編成×8本）は東鉄（East Rail、今の東鉄線）の増備車として投入された。残りの154両（7両編成×22本）は2003年（平成15年）12月20日に開業した西鉄（West Rail、今の西鉄線）用である。
- 2000年（平成12年）12月、旧KCRCは更に72両（4両編成×18本）の車両をIKKに発注した。形式は1900形に50をプラスしたSP1950形となり、2004年（平成16年）12月21日に開業した馬鞍山鉄路（Ma-On-Shan Rail、今の馬鞍山線）で使用されている。
- 東鉄線用の編成は、全て1編成12両である。西鉄線線向けの編成は現在のところ1編成8両である。馬鞍山線用は、ホーム有効長は6両分であったものの、当初は1編成4両であった。沙田至中環線の建設に伴い、2両分のホーム延長工事を実施し、8両まで対応可能となった。
- 2009年、西鉄線延伸区間（紅磡 - 南昌）が開業、7両編成6本が追加投入されている、このうち4本は近畿車輛の新製車であるが、2本は元馬鞍山線用のSP1950形電車4両編成に近畿車輛製の中間車3両を増結し、編成組み替えと改造を実施した。
- 2014年、沙田至中環線の建設伴い、伊藤忠商事・川崎重工業・近畿車輛3社連合（IKK-Consortium）は香港MTRから348両車両改造（SP1900全列車、8両先頭車改造いない）ならびに36両の8両化増結車の供給契約を受注した。
- 2015年、西鉄線ラッシュ時の混雑緩和および沙田至中環線の建設に伴い、東鉄線より1本が8両化改造のうえ転入した。改造車はドア上部および車端部にMTR初の液晶ディスプレイ（LCD）が設置され、ドア上部画面には次の駅・路線図・ドア開閉方向などを、車端部画面には次の駅・終点駅を表示する。2016年1月2日、西鉄線8両編成のSP1900/SP1950/KRS991形電車運行開始。
- 2016年、馬鞍山線ラッシュ時の混雑緩和および沙田至中環線の建設に伴い、馬鞍山線用車両を8両化改造した。西鉄線に転入した編成と同様に、ドア上部および車端部に液晶ディスプレイ（LCD）が設置された。
- 2017年1月15日、馬鞍山線8両編成のSP1900/SP1950形電車運行開始。
- 2017年12月24日、馬鞍山線4両編成のSP1950形電車運用終了。
- 2018年5月27日、西鉄線7両編成のSP1900/SP1950/KRS991形電車運用終了。
- R-stock電車の導入に伴い、当初計画では（2018年12月）にSP1900/SP1950の全車が東鉄線から撤退する予定であった。
- 東鉄線の電車で使用されている信号システムはTBL（ATP）、西鉄線および馬鞍山線ではSeltracとよばれる信号システムを用いる。そのため、ほぼ同じ構造の車両であるが、配属線区により乗務員室機器の配置と運転方法が少し異なる。
- 車体構造はビードレス外板のオールステンレス軽量構体であり、車端にクラッシャブルゾーンを設けている。なお、側構体は、車両メーカー2社共同で同じ構造のものを製造するため特許の絡む2シート構造ではなく、縦横に骨・外板補強の入っている一般的な構造とされている。
- 2021年2月5日、東鉄線12両編成のSP1900型電車運用終了。

## 車両編成

### 東鉄線（East Rail Line）用編成
全車両が近畿車輛製。
- 備考
  - D 先頭車
  - H 簡易運転台付き車
  - M 電動車
  - T 付随車
  - C 交差車（電気線を前後で反転させる車両）
  - P パンタグラフ搭載車
  - W 車いす対応車
  - F 頭等車（一等車）

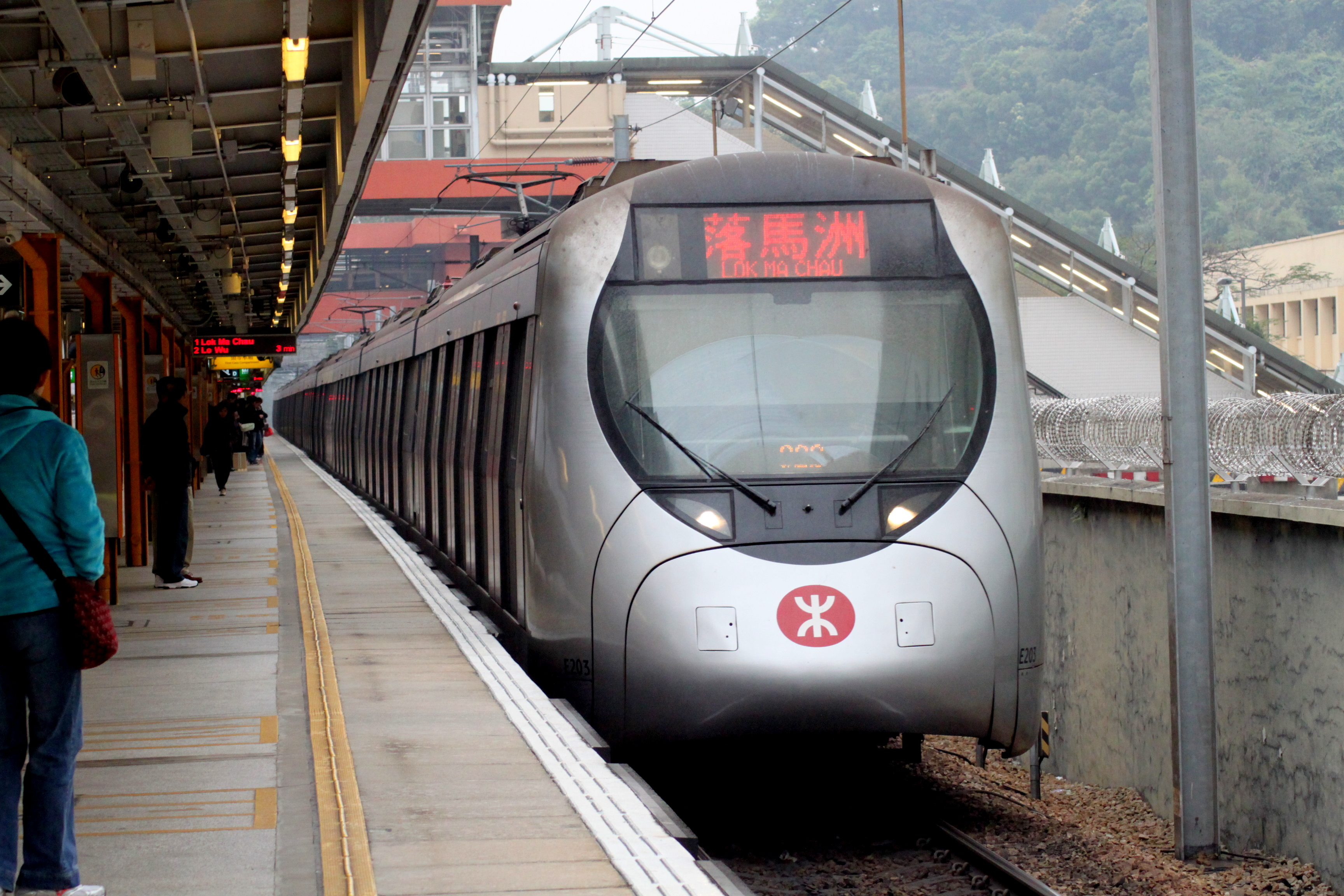
SP1900形電車、火炭駅1番線
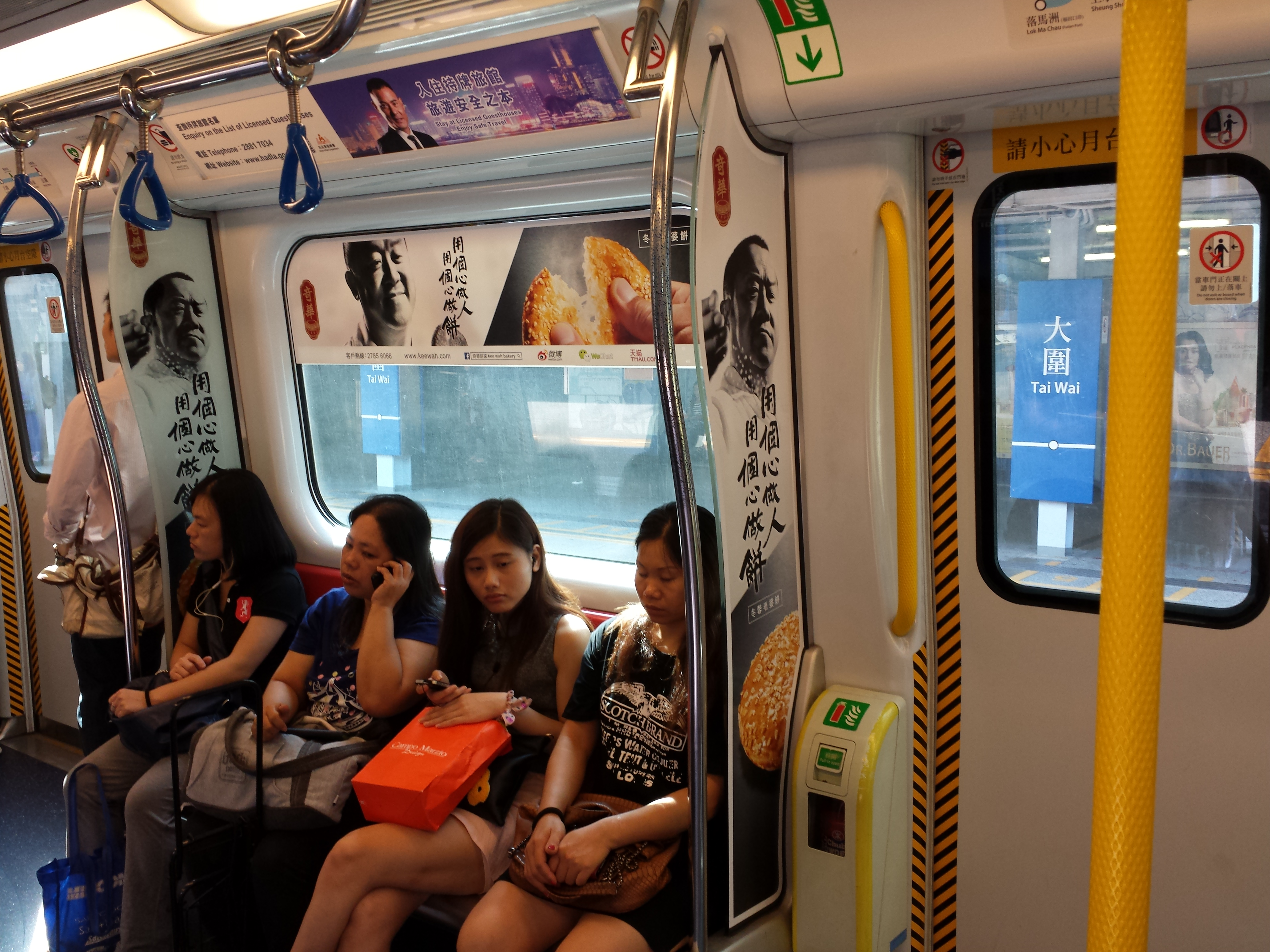
車内
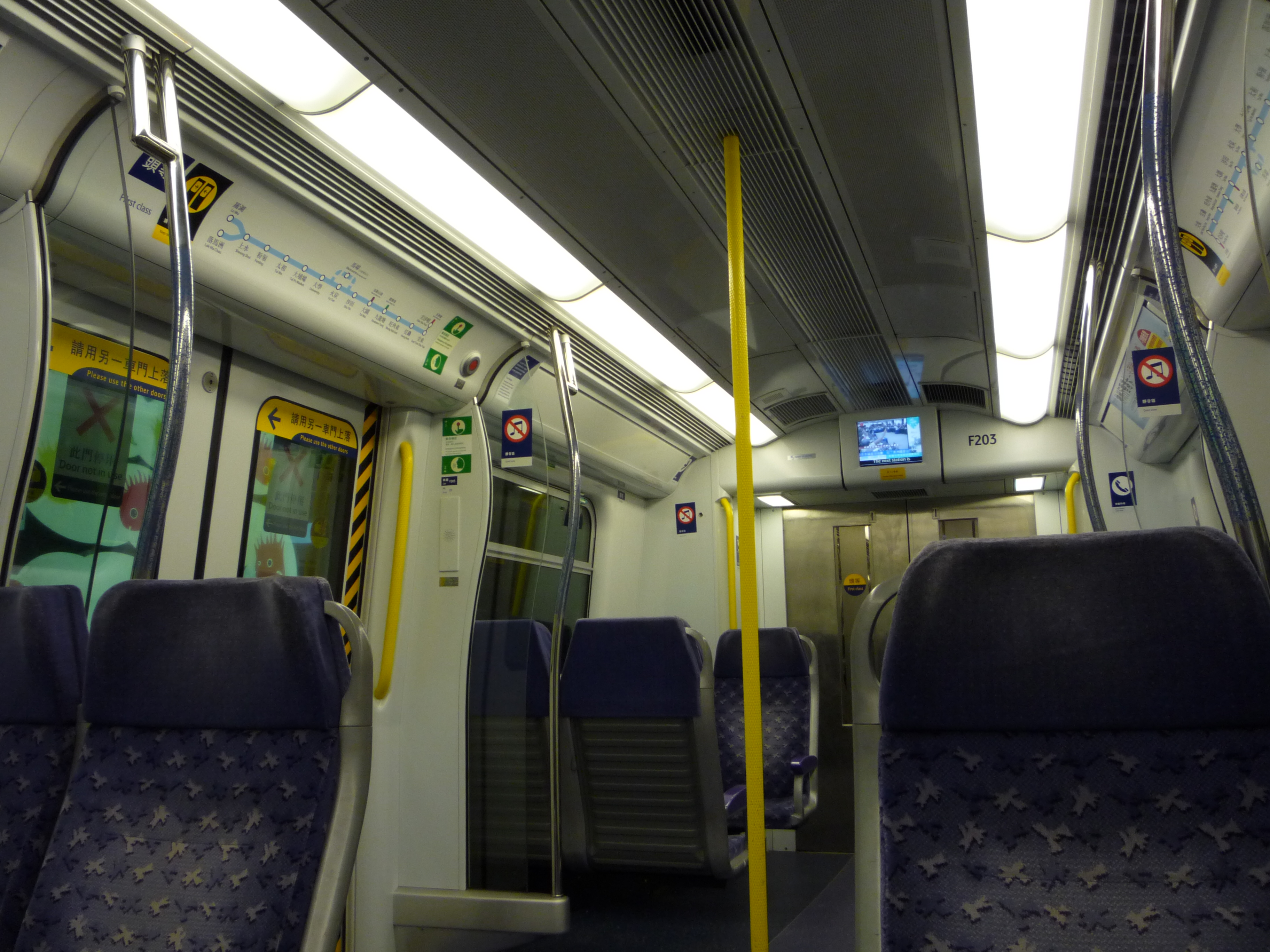
一等車
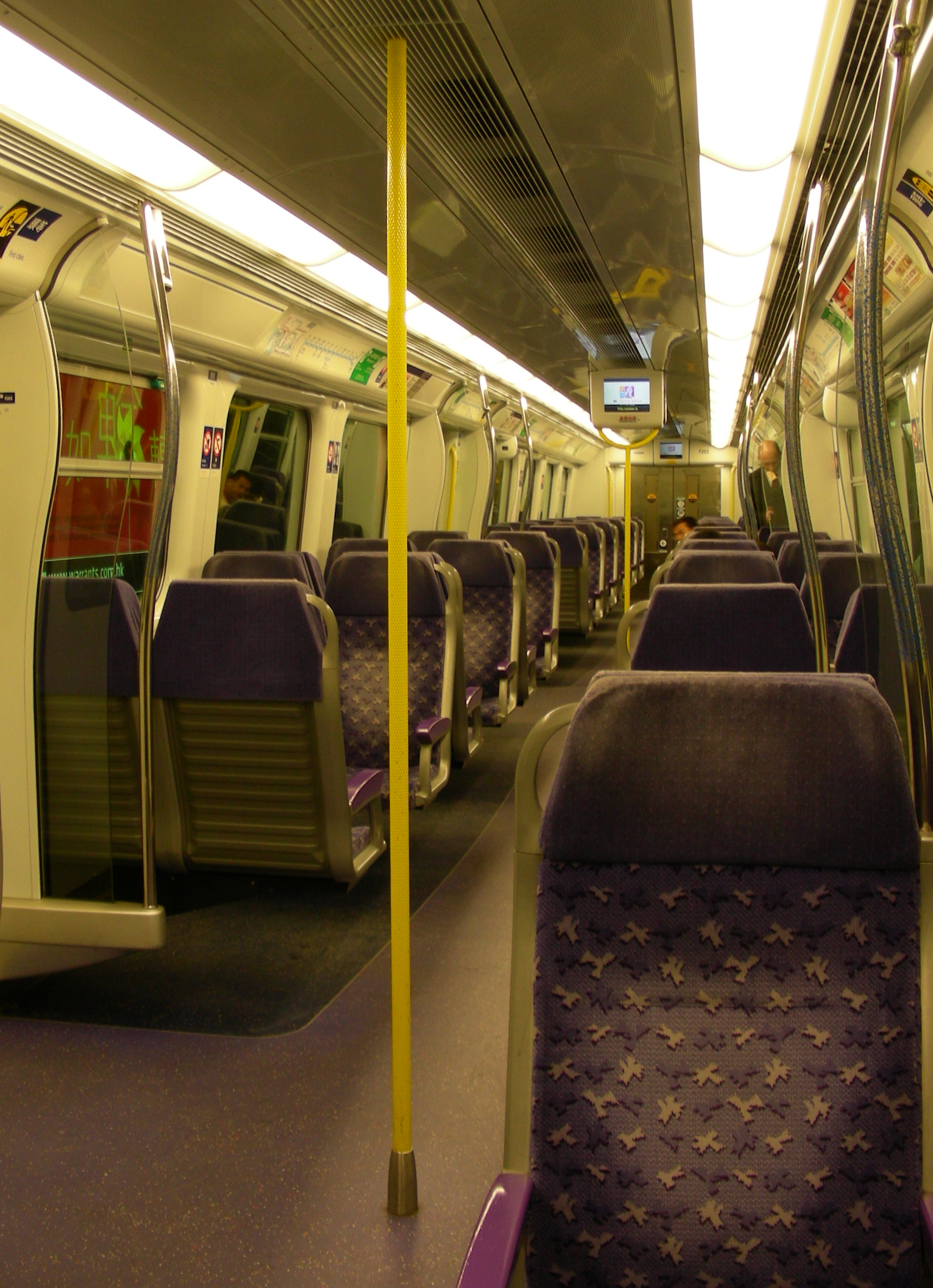
一等車
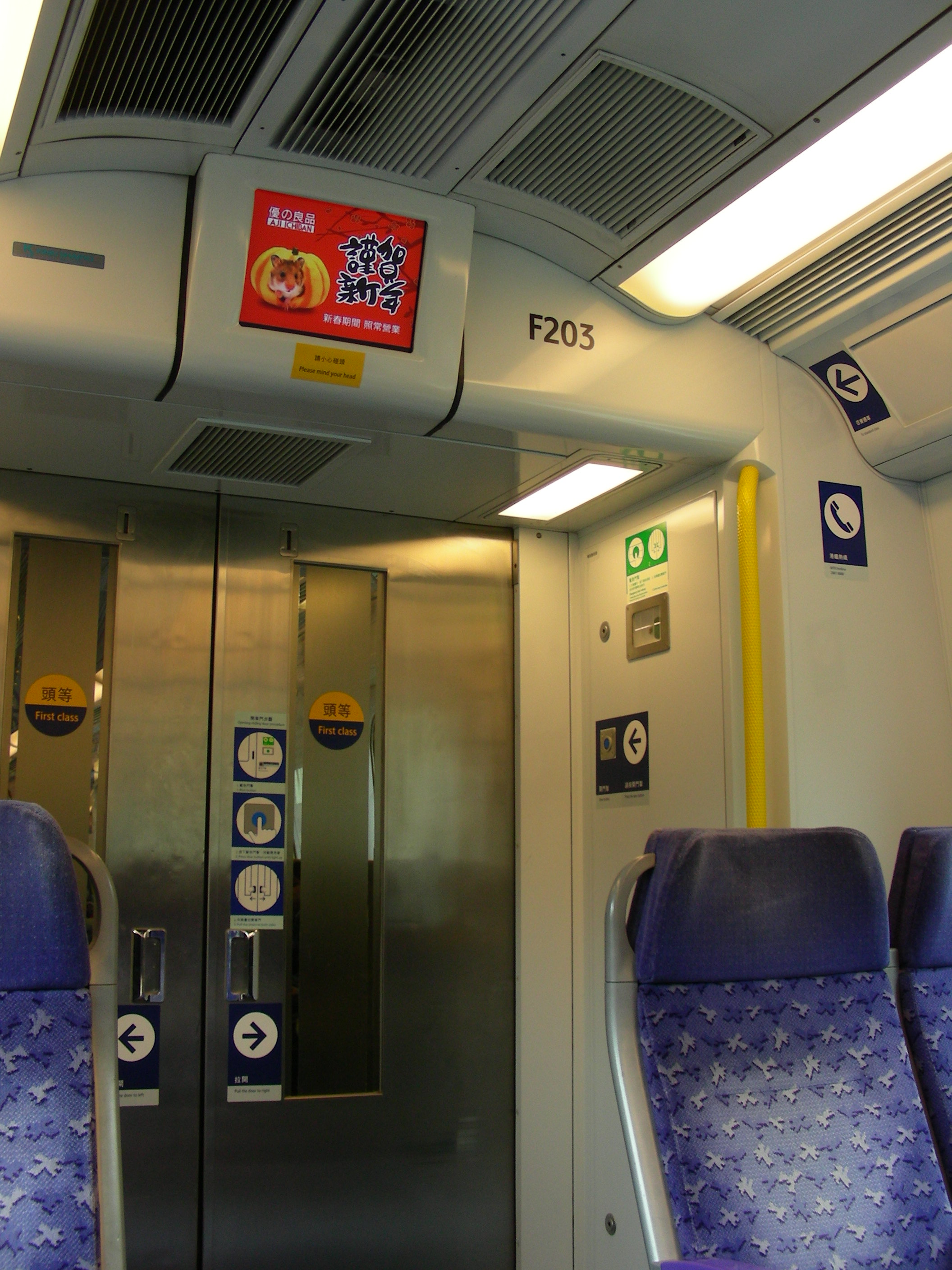
一等車貫通扉

### 西鉄線（West Rail Line）用編成
近畿車輛製と川崎重工業製が約半数ずつある。

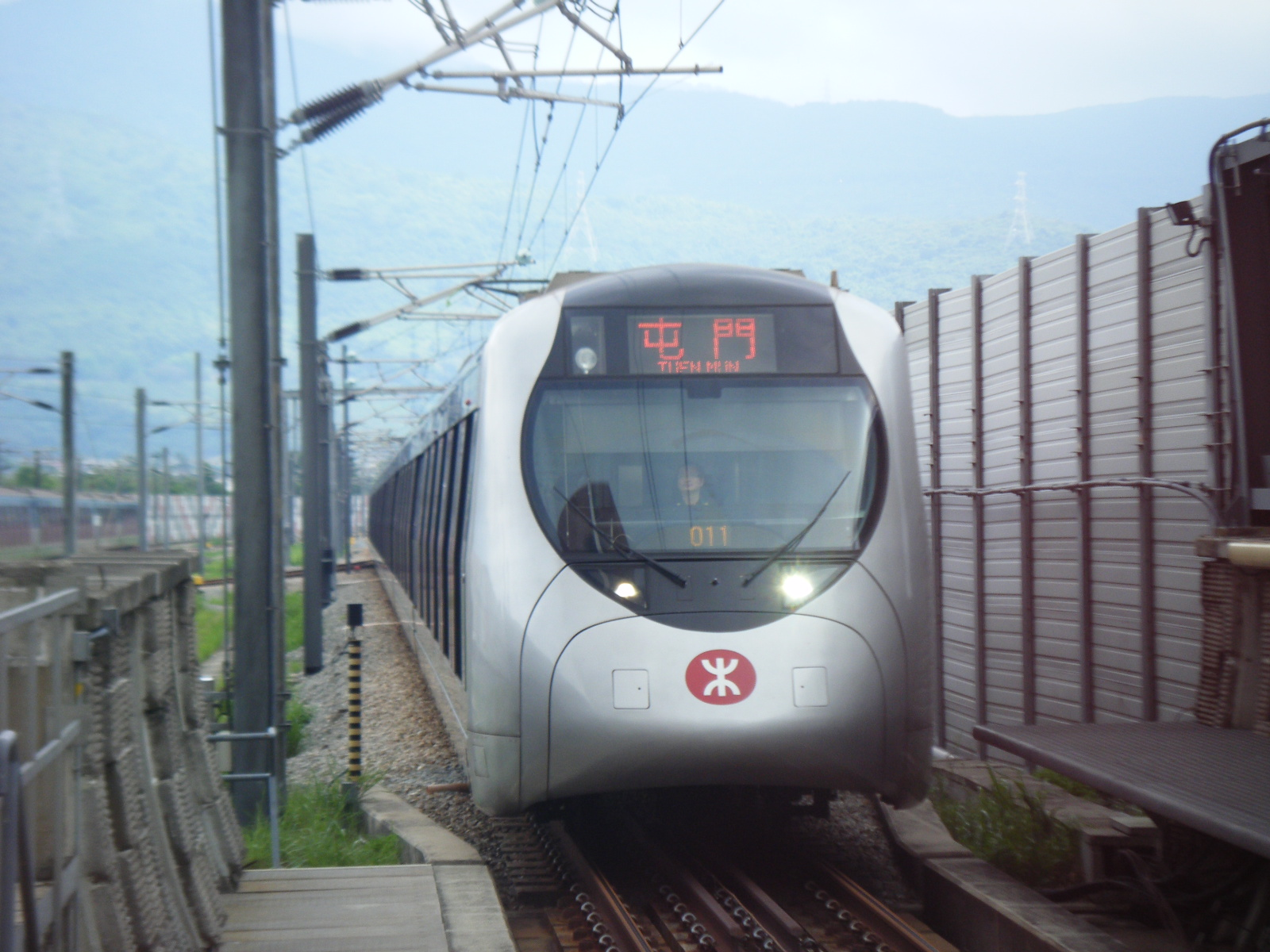
西鉄用SP1900（増結工事前）
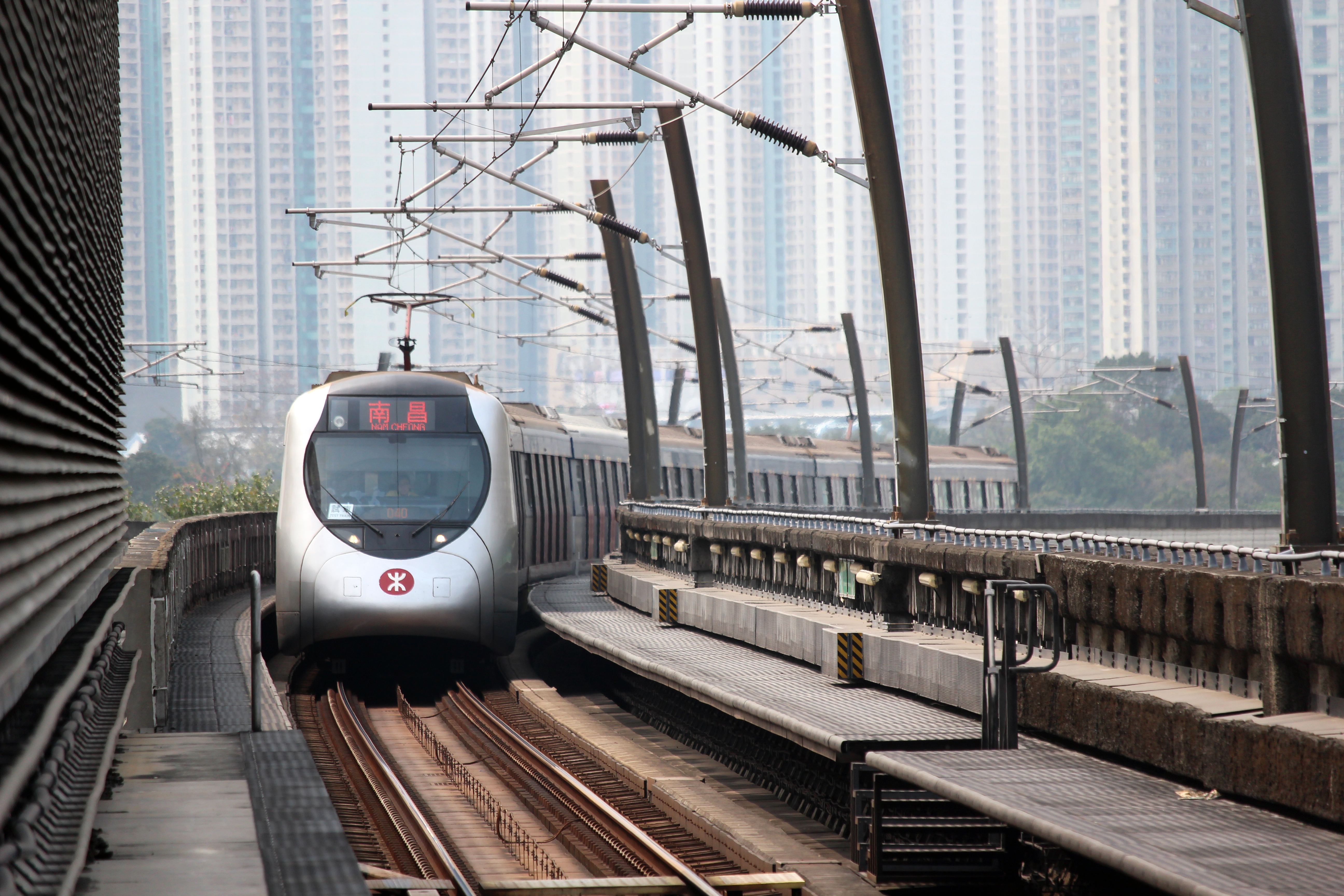
西鉄用SP1900（増結工事後）
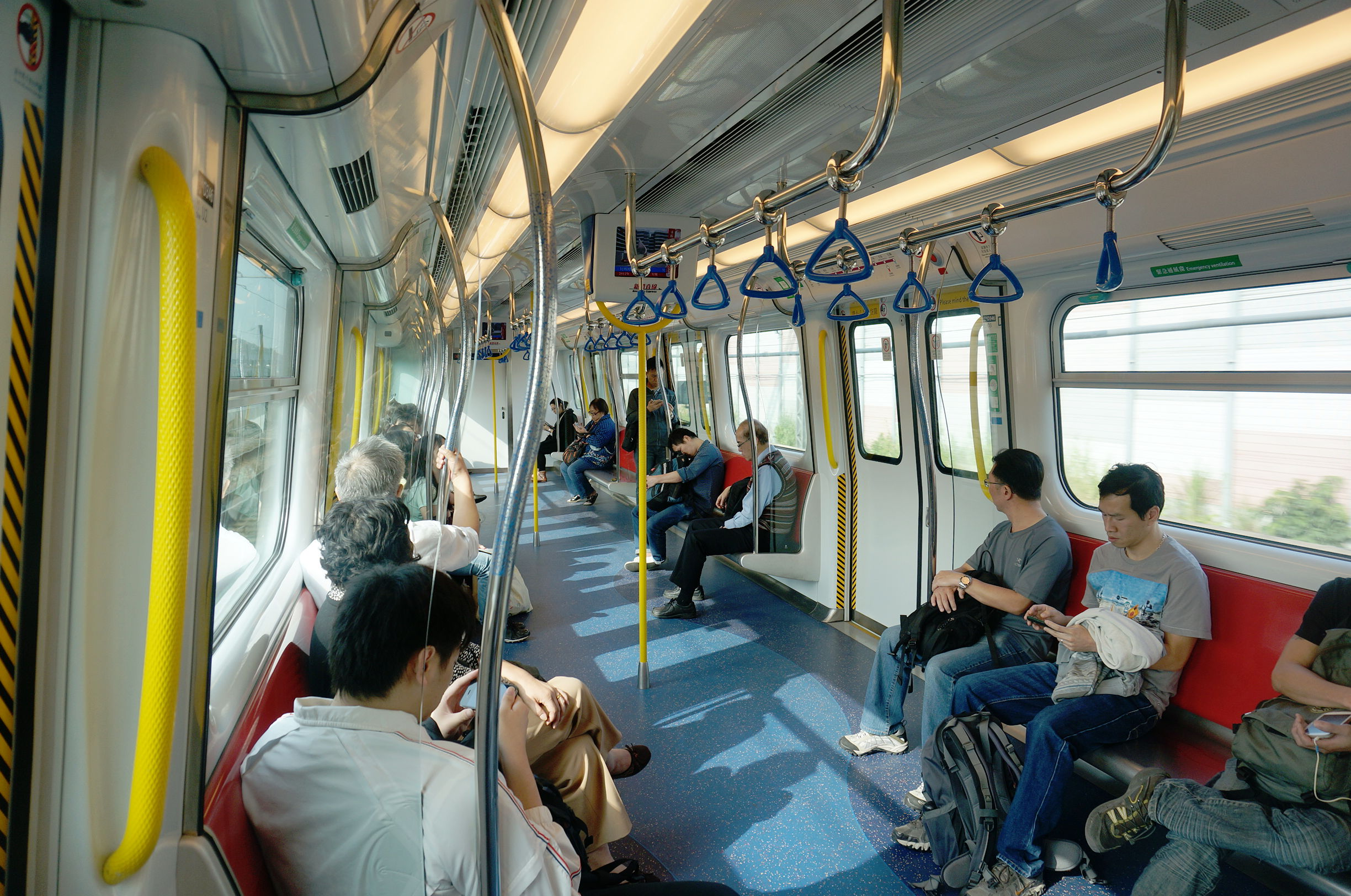
車內
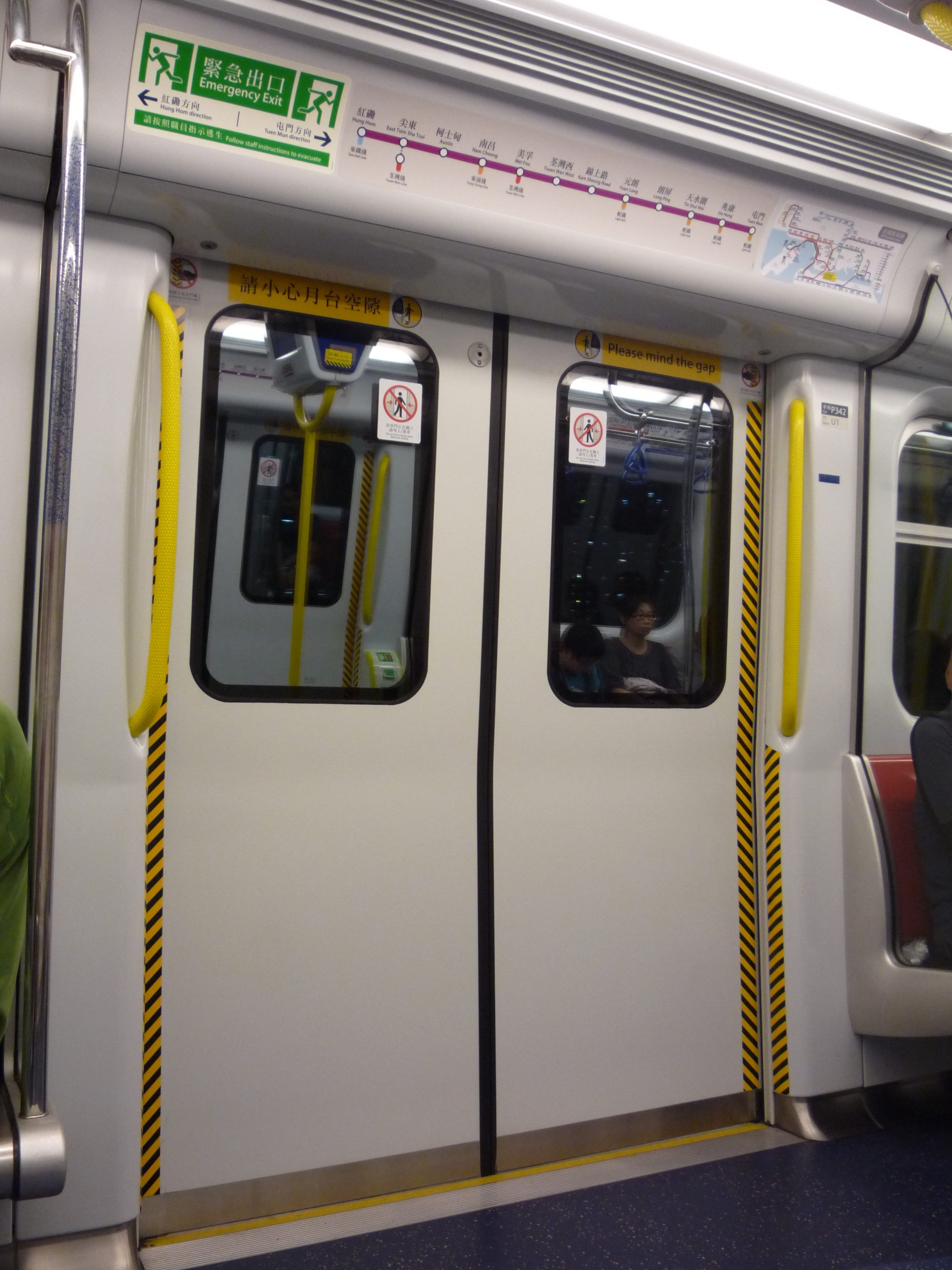
ドア
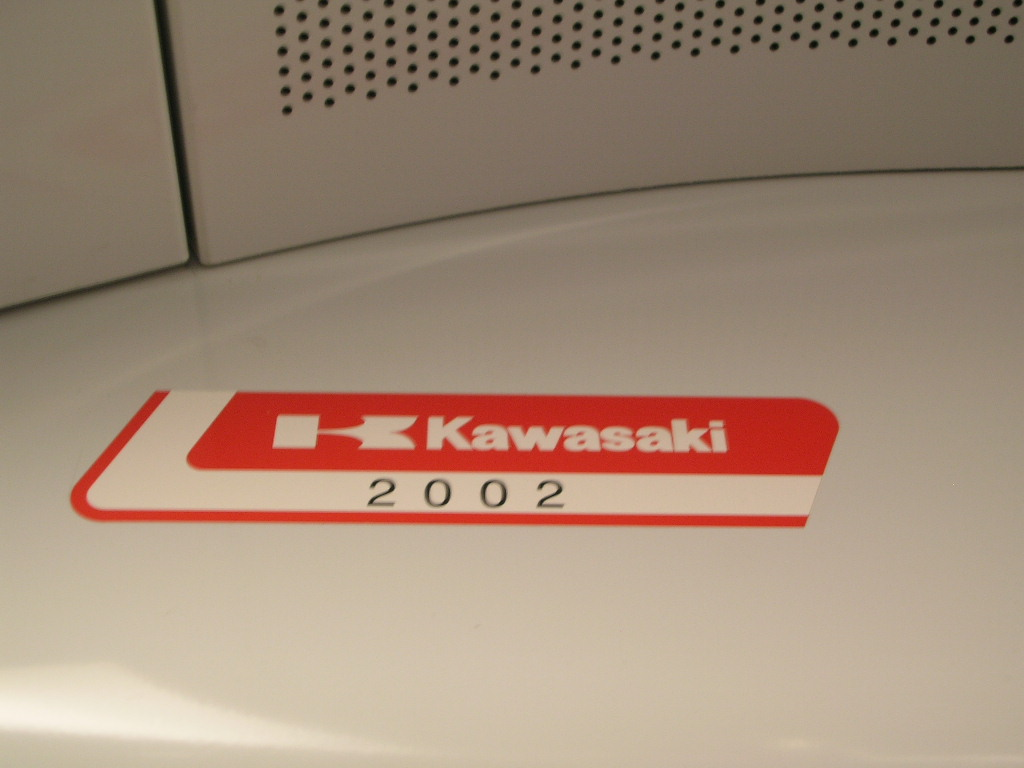
川崎重工業製車両
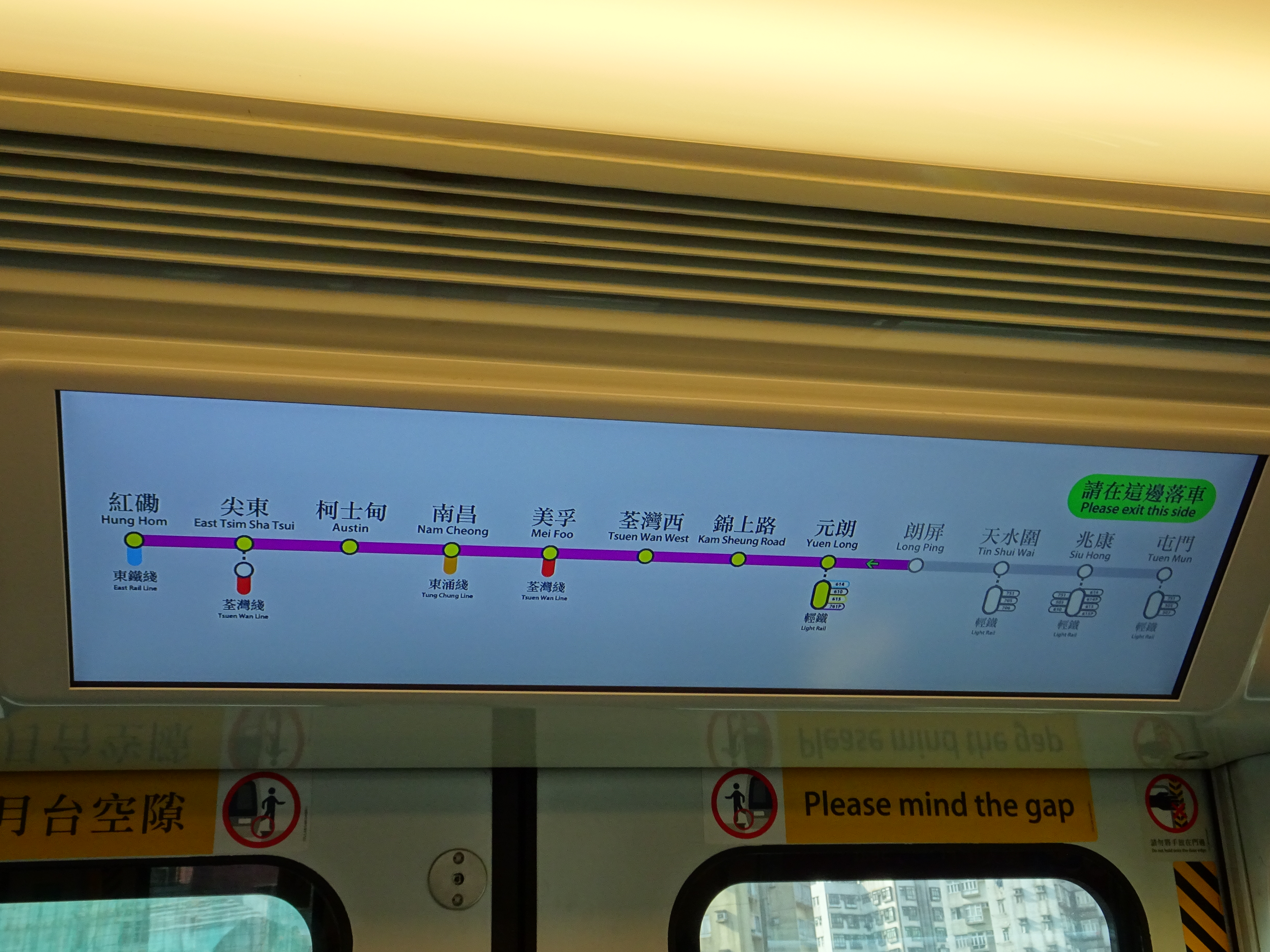
液晶ディスプレイ
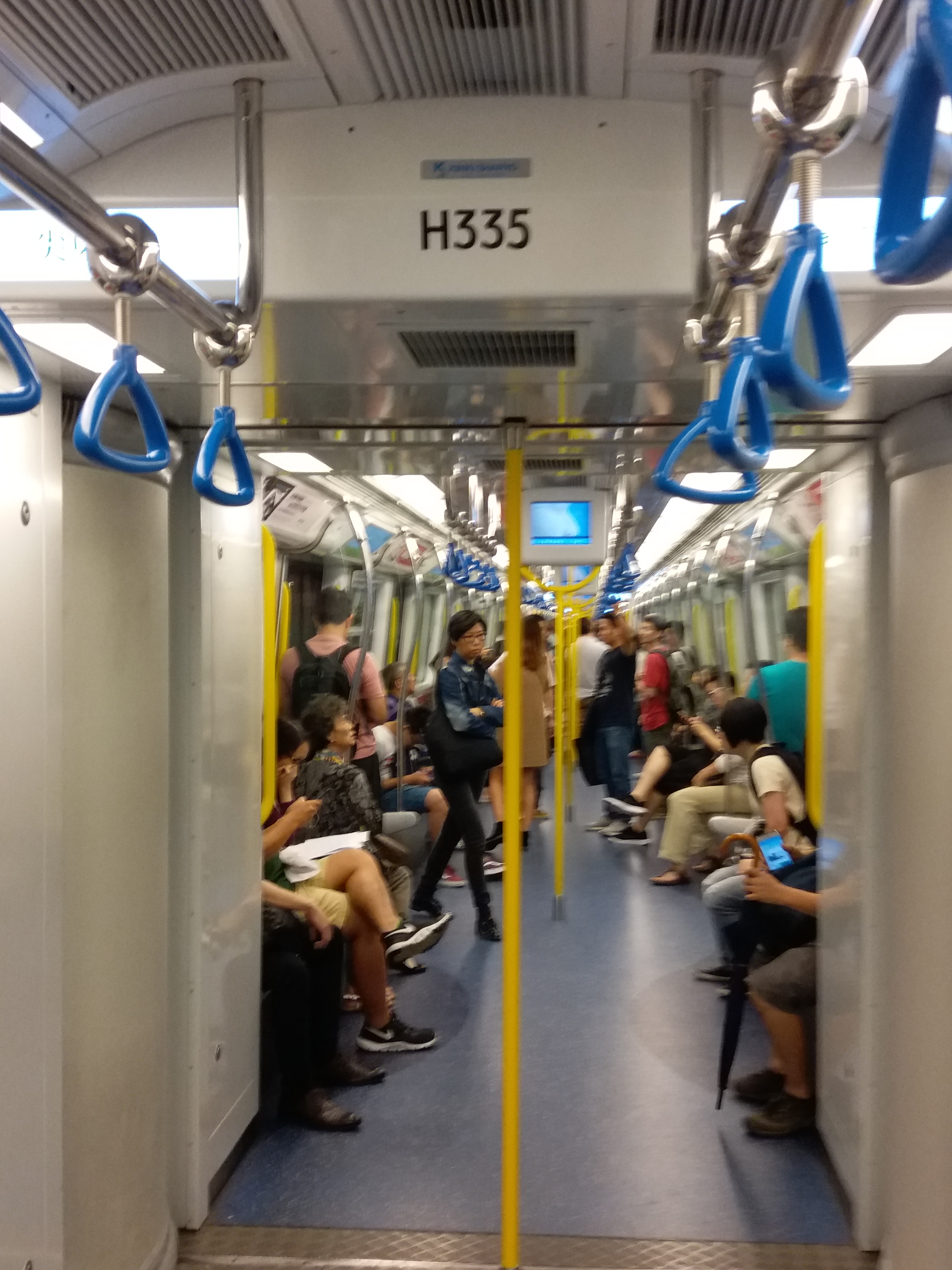
新製中間車通路
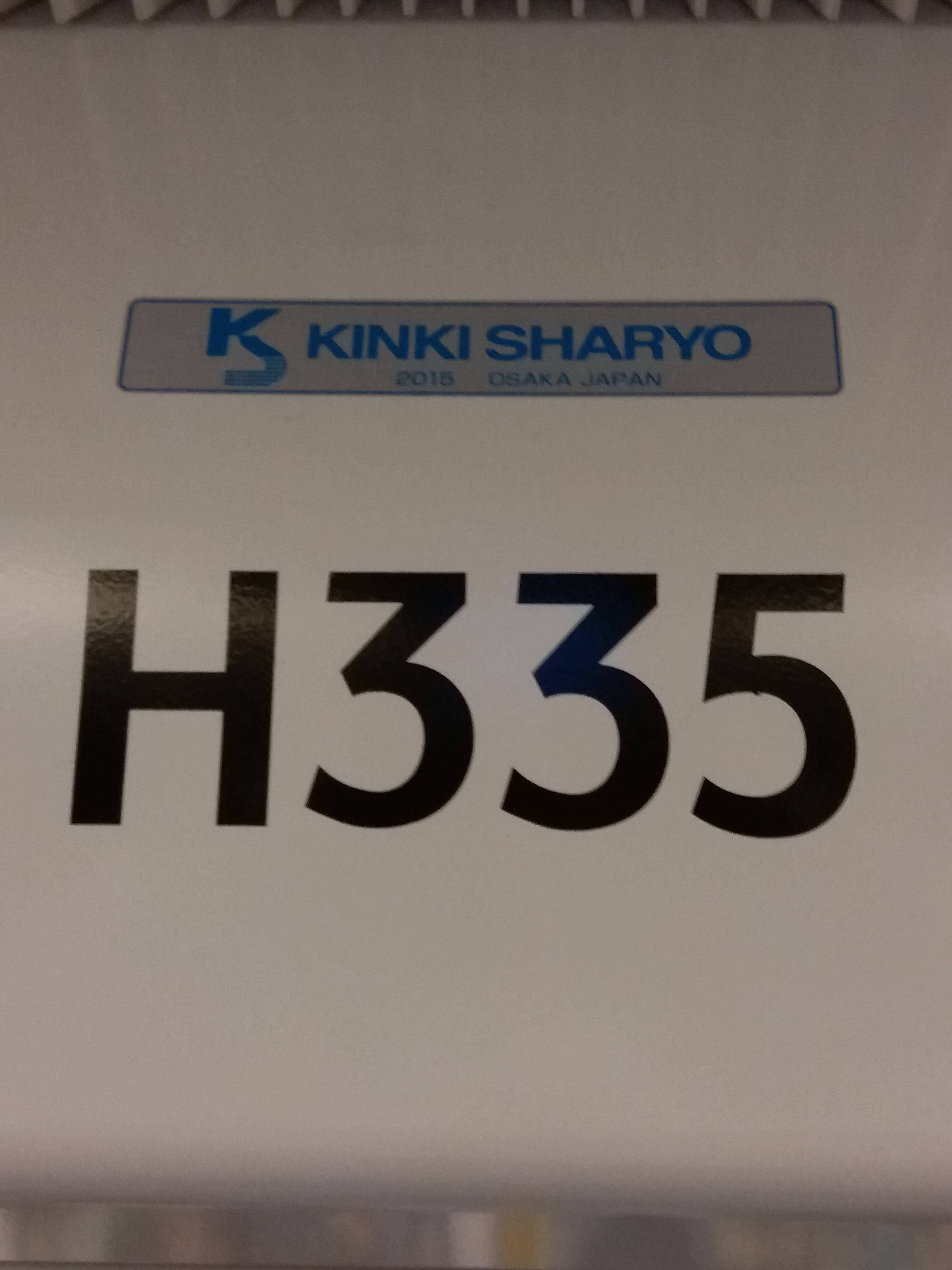
車両番号の書体

### 馬鞍山線（Ma On Shan Line）用編成
全車両が近畿車輛製。

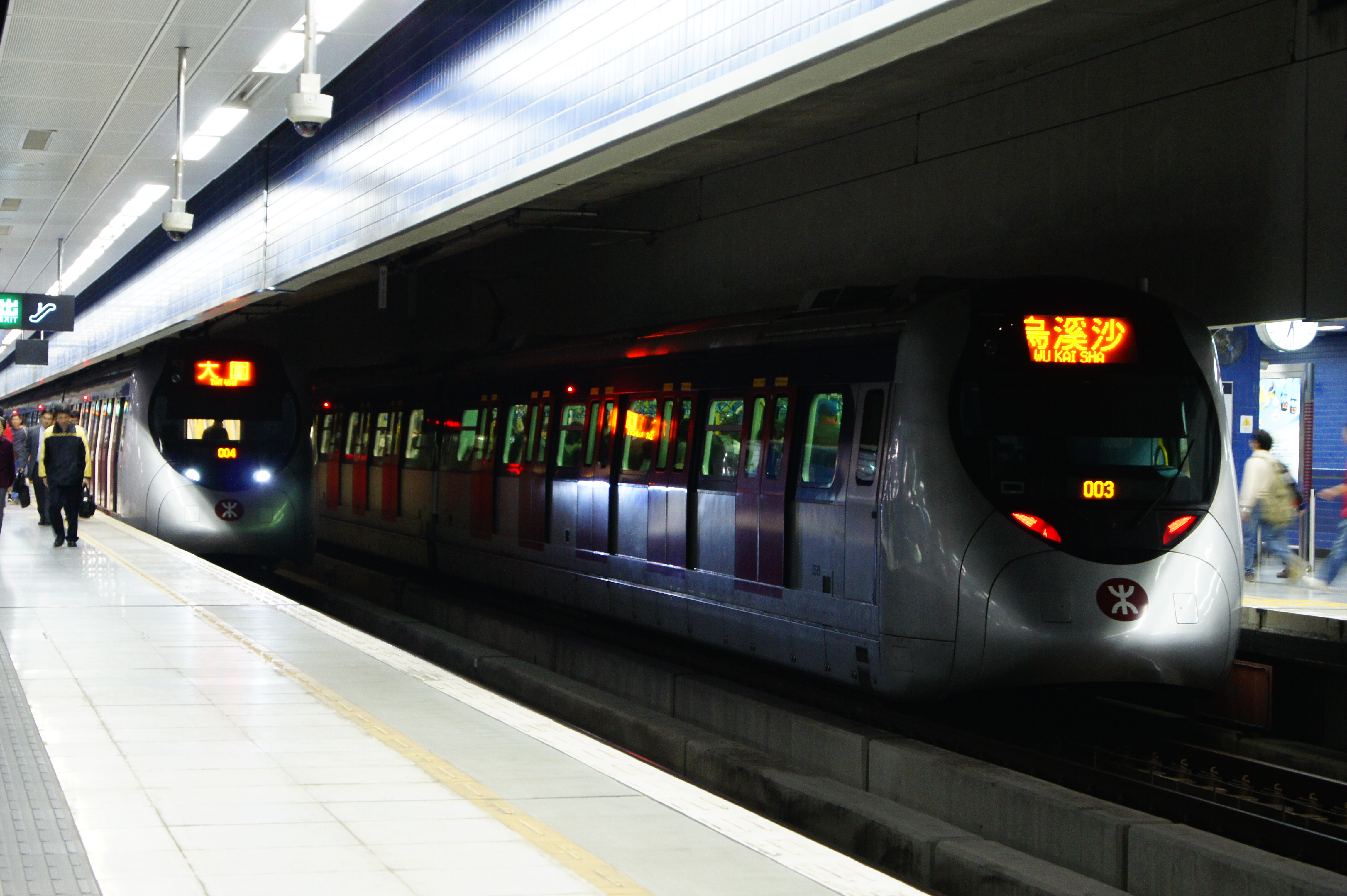
馬鞍山線用SP1950形電車（大圍駅）
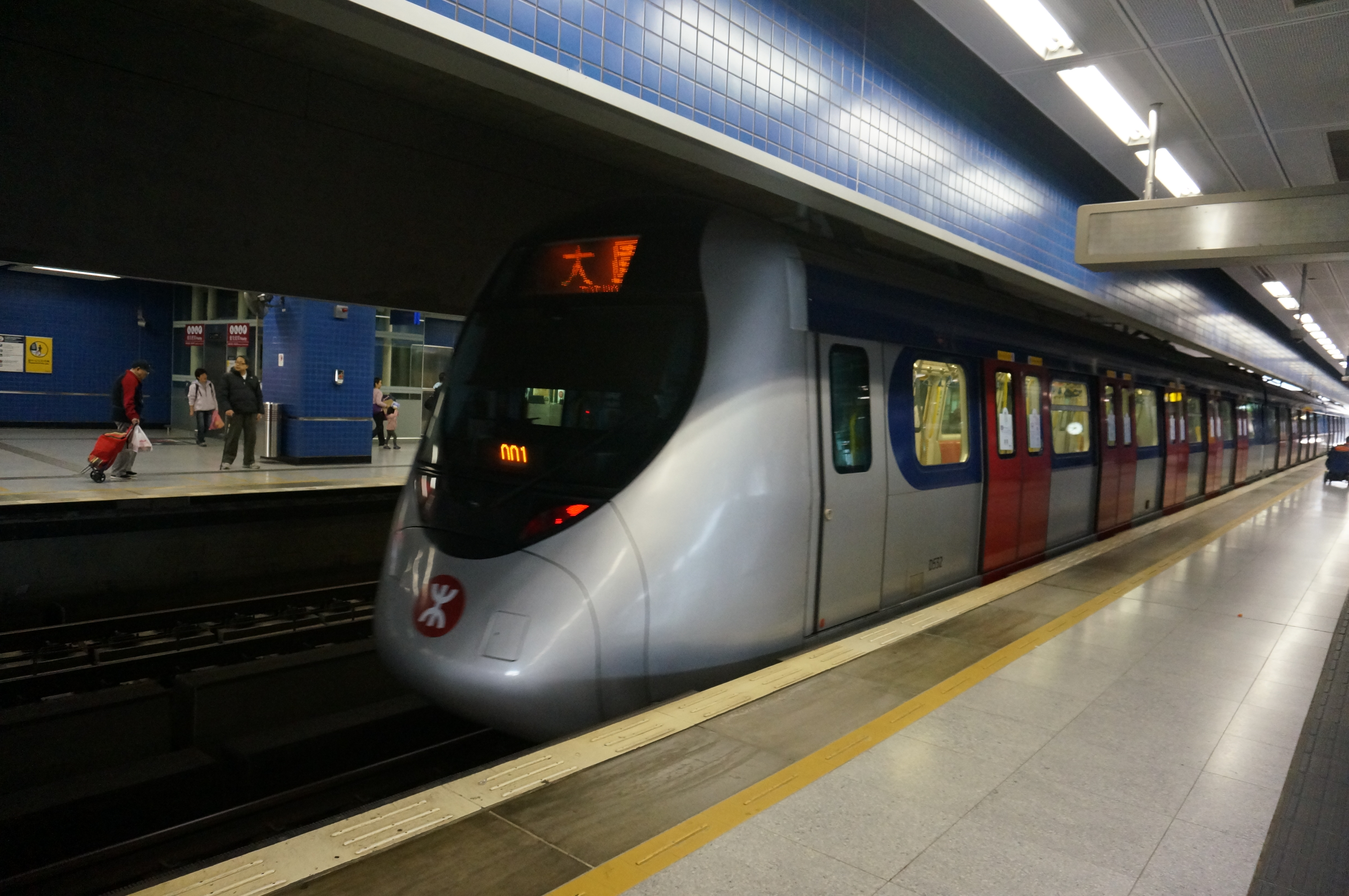
馬鞍山線用SP1950形電車（大圍駅）
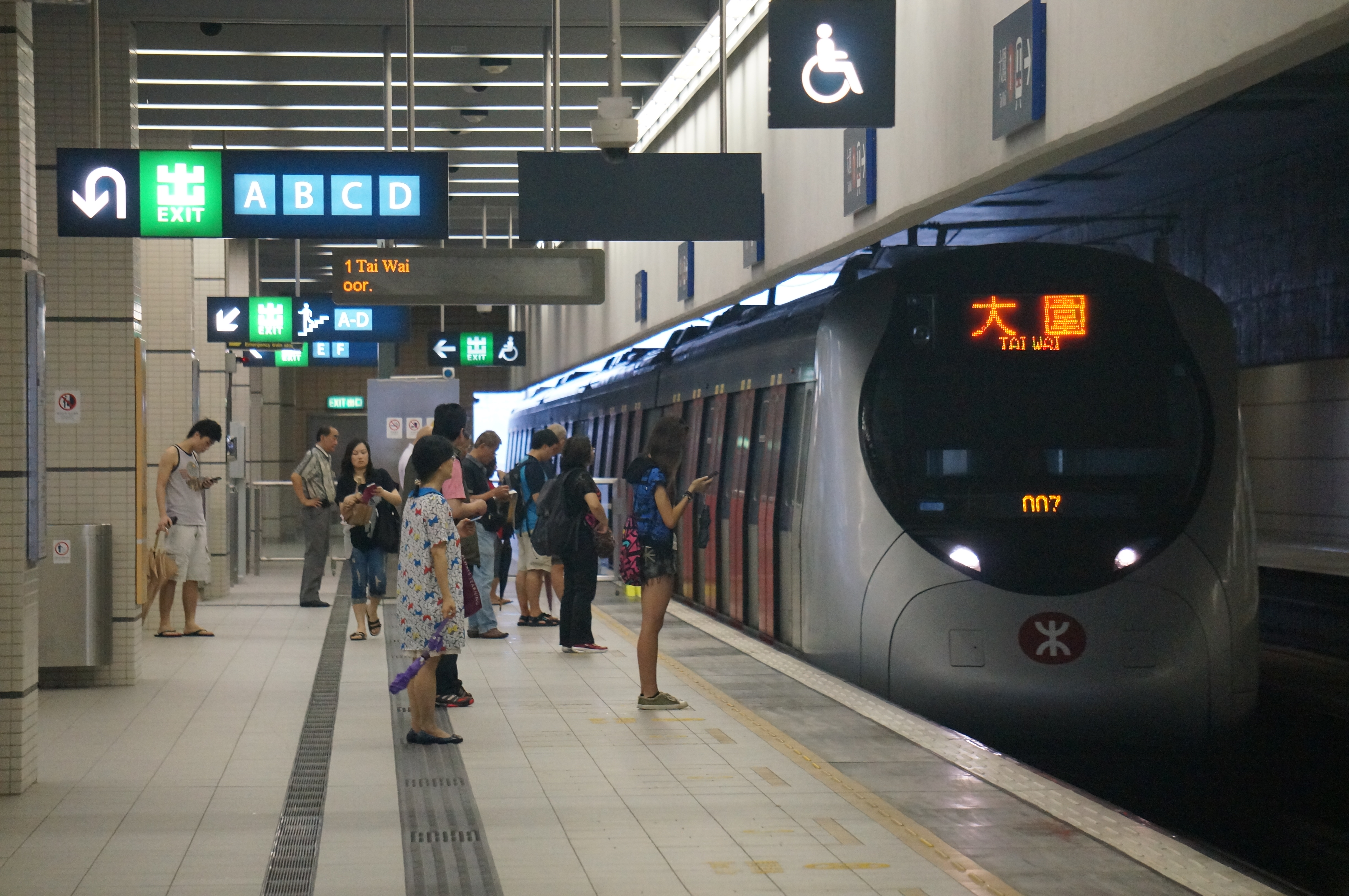
馬鞍山線用SP1950形電車（車公廟駅）
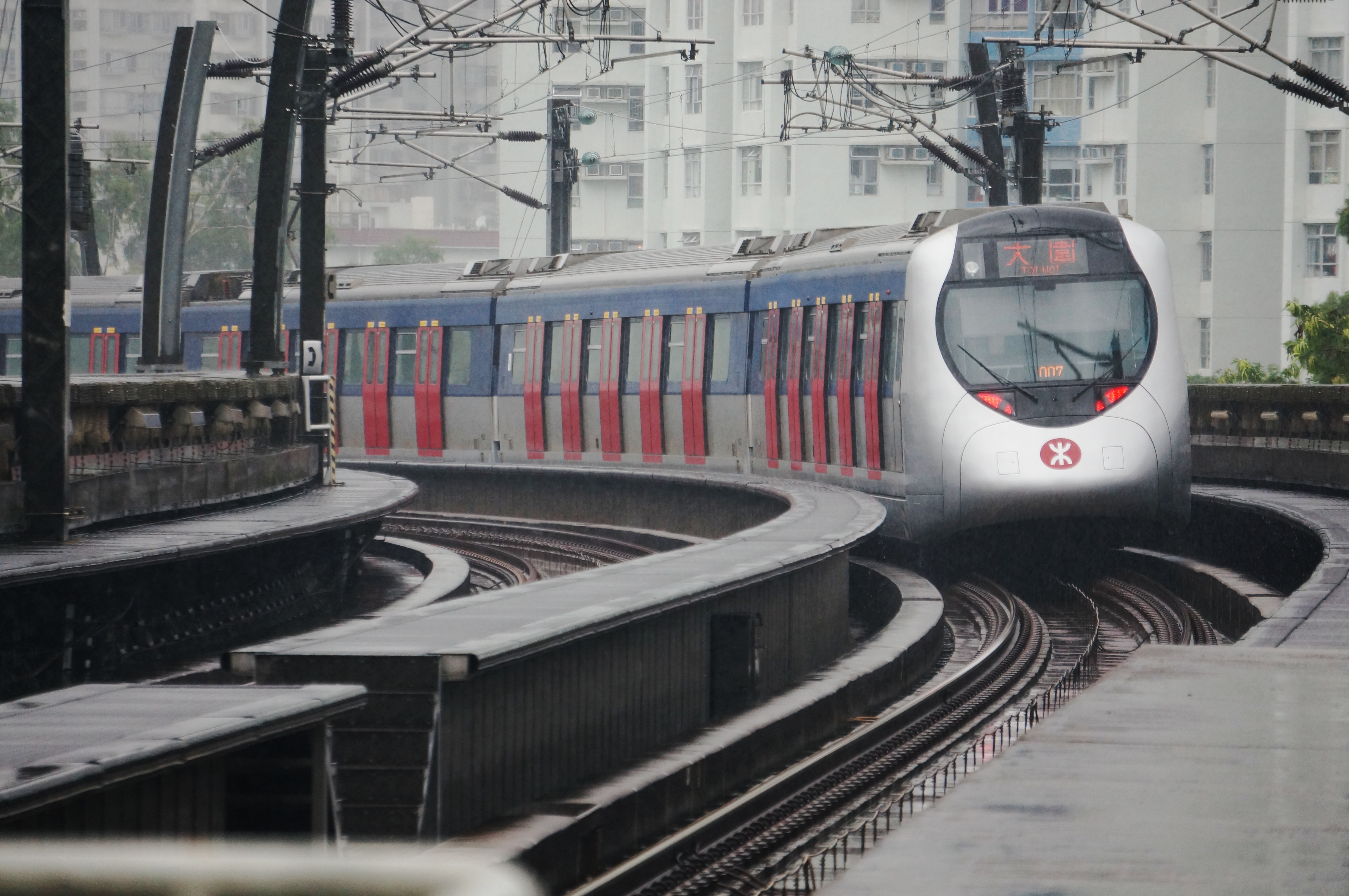
馬鞍山線用SP1950形電車（車公廟駅進入）
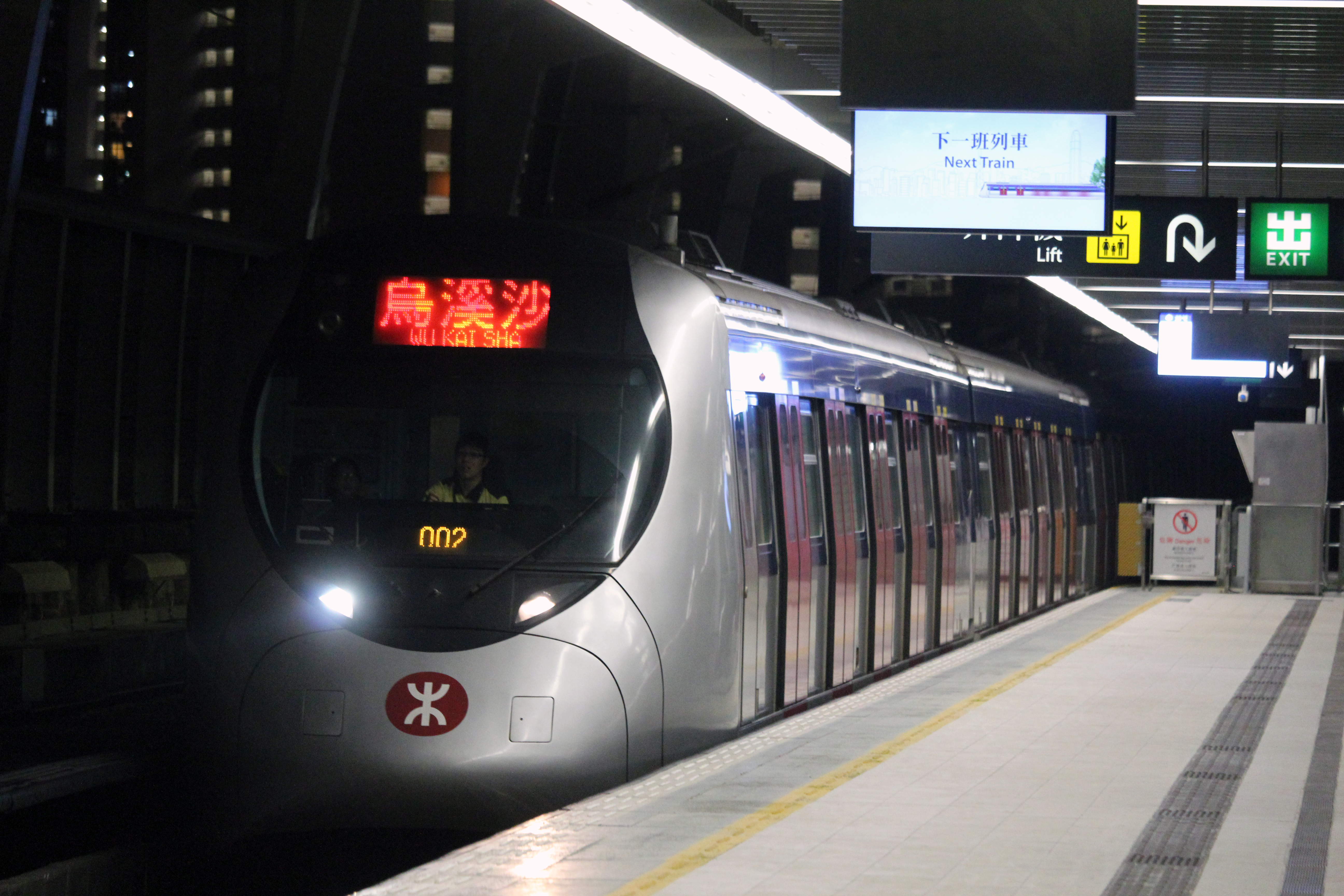
馬鞍山線用SP1950形電車（烏溪沙駅）
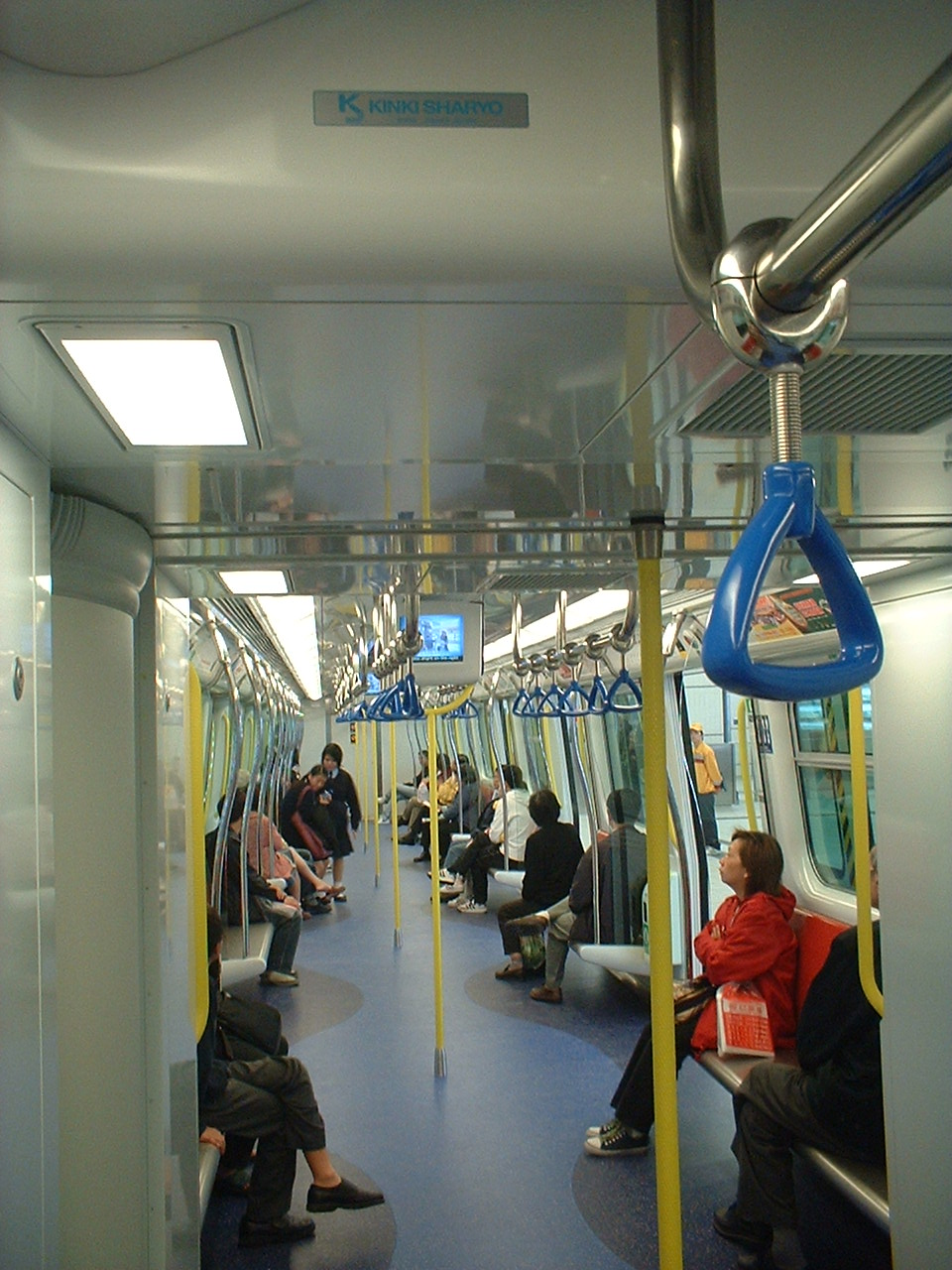
SP1950形車内

## 増結工事・改番

### 置き換え
- D201/D203編成:2015年7月2日運用離脱[1]、2016年1月2日より西鉄線D357/D358編成として運用開始。
- D209/D211編成:2015年12月21日運用離脱[2]、2017年1月15日より馬鞍山綫D361/D362編成として運用開始。
- D221/D223編成:2018年5月1日運用離脱[3]、2019年6月24日より西鉄線D367/D368編成として運用開始。
- D229/D231編成:2021年2月24日運用離脱[4]、2022年4月11日より屯馬線D373/D374編成として運用開始。
- D205/D207編成:2021年3月17日運用離脱、2021年11月22日より屯馬線D379/380編成として運用開始。
- D217/D219編成:2021年4月2日運用離脱、2022年6月15日より屯馬線D385/D386編成として運用開始。
- D213/D215編成:2021年4月13日運用離脱、2022年8月30日より屯馬線D389/D390編成として運用開始。
- D225/D227編成:2021年4月15日運用離脱、

### 西鉄線増結工事
| 編成      | 増結工事開始 | 増結工事終了 | 再サービス日 | 備考                                          |
| --------- | ------------ | ------------ | ------------ | --------------------------------------------- |
| D301/D302 | 2018/1/21    | 2018/2/16    | 2018/2/23    | 再サービス日列車番号:015→030                  |
| D303/D304 | 2016/6/30    | 2016/7/17    | 2016/7/29    | 再サービス日列車番号:001                      |
| D305/D306 | 2018/5/25    | 2018/7/7     | 2018/7/14    | 再サービス日列車番号:019→023                  |
| D307/D308 | 2016/11/27   | 2016/12/17   | 2016/12/28   | 再サービス日列車番号:001                      |
| D309/D310 | 2016/7/30    | 2016/8/17    | 2016/8/26    | 再サービス日列車番号:001                      |
| D311/D312 | 2016/5/30    | 2016/6/17    | 2016/6/30    | 再サービス日列車番号:001                      |
| D313/D314 | 2017/3/26    | 2017/4/20    | 2017/4/25    | 再サービス日列車番号:015→030                  |
| D315/D316 | 2017/11/16   | 2017/12/1    | 2017/12/15   | 再サービス日列車番号:015→030                  |
| D317/D318 | 2017/7/23    | 2017/8/8     | 2017/8/19    | 再サービス日列車番号:021                      |
| D319/D320 | 2016/9/29    | 2016/10/17   | 2016/10/28   | 再サービス日列車番号:015→030                  |
| D321/D322 | 2016/10/29   | 2016/11/17   | 2016/11/29   | 再サービス日列車番号:019→023                  |
| D323/D324 | 2017/10/15   | 2017/11/1    | 2017/11/15   | 再サービス日列車番号:015→030                  |
| D325/D326 | 2016/1/15    | 2016/3/6     | 2016/3/25    | 再サービス日列車番号:006 新製中間車元番号H355 |
| D327/D328 | 2016/12/29   | 2017/1/17    | 2017/1/25    | 再サービス日列車番号:015→030                  |
| D329/D330 | 2017/4/26    | 2017/5/17    | 2017/5/25    | 再サービス日列車番号:015                      |
| D331/D332 | 2016/8/27    | 2016/9/28    | 2016/9/28    | 再サービス日列車番号:001                      |
| D333/D334 | 2017/1/26    | 2017/2/23    | 2017/2/25    | 再サービス日列車番号:019→023                  |
| D335/D336 | 2016/5/5     | 2016/5/17    | 2016/5/29    | 再サービス日列車番号:006 新製中間車元番号H317 |
| D337/D338 | 2018/4/29    | 2018/5/18    | 2018/5/28    | 再サービス日列車番号:015                      |
| D339/D340 | 2017/2/26    | 2017/3/23    | 2017/3/25    | 再サービス日列車番号:019                      |
| D341/D342 | 2017/5/26    | 2017/6/22    | 2017/6/24    | 再サービス日列車番号:021                      |
| D343/D344 | 2017/12/16   | 2018/1/11    | 2018/1/20    | 再サービス日列車番号:021                      |
| D345/D346 | 2018/2/24    | 2018/3/16    | 2018/3/29    | 再サービス日列車番号:015→030                  |
| D347/D348 | 2016/4/15    | 2016/4/29    | 2016/4/29    | 再サービス日列車番号:001 新製中間車元番号H353 |
| D349/D350 | 2018/3/30    | 2018/4/16    | 2018/4/28    | 再サービス日列車番号:019                      |
| D351/D352 | 2017/9/17    | 2017/10/5    | 2017/10/14   | 再サービス日列車番号:019                      |
| D353/D354 | 2017/8/20    | 2017/9/6     | 2017/9/16    | 再サービス日列車番号:019                      |
| D355/D356 | 2017/6/25    | 2017/7/15    | 2017/7/22    | 再サービス日列車番号:019                      |

### 馬鞍山線置き換え
- D501/D502編成:2017年4月4日運用離脱，2017年8月6日より西鉄線D363/D364編成として運用開始。
- D503/D504編成:2017年5月12日運用離脱[16]，2017年11月14日より馬鞍山線D371/D372編成として運用開始。
- D505/D506編成:2017年6月3日運用離脱，2017年8月6日より西鉄線D363/D364編成として運用開始。
- D507/D508編成:2017年7月19日運用離脱，2017年11月19日より馬鞍山線D377/D378編成として運用開始。
- D509/D510編成:2017年2月10日運用離脱，2017年8月5日より馬鞍山線D365/D366編成として運用開始。
- D511/D512編成:2018年1月2日運用離脱，2024年1月15日より屯馬線D391/D392編成として運用開始。
- D513/D514編成:2017年1月25日運用離脱，2017年8月5日より馬鞍山線D365/D366編成として運用開始。
- D515/D516編成:2017年9月16日運用離脱，2019年6月24日より西鉄線D369/D370編成として運用開始。
- D517/D518編成:2017年8月12日運用離脱[17]，2018年1月13日より西鉄線D383/D384編成として運用開始。
- D519/D520編成:2015年11月3日運用離脱[18]，2017年1月15日より馬鞍山線D359/D360編成として運用開始。
- D521/D522編成:2017年8月12日運用離脱[16]，2018年1月13日より西鉄線D383/D384編成として運用開始。
- D523/D524編成:2018年4月10日運用離脱， 2023年8月17日より屯馬線D395/D396編成として運用開始。
- D525/D526編成:2017年12月28日運用離脱[19]，2023年5月2日より屯馬線D381/D382編成として運用開始。
- D527/D528編成:2017年12月28日運用離脱，
- D529/D530編成:2017年7月29日運用離脱，2017年11月19日より馬鞍山線D377/D378編成として運用開始。
- D531/D532編成:2018年1月2日運用離脱，2023年5月15日より屯馬線D387/D388編成として運用開始。
- D533/D534編成:2007年9月20日運用離脱，2008年8月18日より西鉄線D353/D354編成として運用開始。
- D535/D536編成:2007年9月20日運用離脱，2008年8月24日より西鉄線D355/D356編成として運用開始。

## 事故
2007年2月14日9時13分（現地時間）西鉄線（West Rail Line）D305/D306（P306）トンネル内で列車火災を起こして緊急停車、約650人の乗客がトンネル内を約2キロ歩いて避難するという事故が発生した。煙を吸い込んだ乗客11人が病院に運ばれたが、死者や重傷者はなかった。火災は2回の爆発を伴ったという。現地報道では車両の屋根に取りつけられた変圧器（三菱製）からオイルが漏れ、それに引火したのが原因だと報じている。